# Medialab
Medialab is een online media holding dat zich specialiseert in het investeren in online sociale netwerken, chat applicaties, entertainment en muziek websites. Het bedrijf werd opgericht in 2018 in Los Angeles.

## Dochterbedrijven
Doorheen de jaren, heeft Medialab een portfolio opgebouwd bestaande uit 7 bedrijven. Enkele van die websites zijn tevens marktleiders in hun niche.
| Naam bedrijf      | Soort                                                            | Datum van overname | Bedrag       |
| ----------------- | ---------------------------------------------------------------- | ------------------ | ------------ |
| Kik               | Chat applicatie                                                  | 19 oktober 2019    | Niet bekend  |
| Datpiff           | Platform voor distributie van mixtapes                           | 19 oktober 2019    | Niet bekend  |
| Whisper           | Anoniem socialemediaplatform                                     | 19 oktober 2019    | Niet bekend  |
| Genius            | Kennisbank gespecialiseerd in het toelichten van oa. songteksten | 16 september 2021  | 80 miljoen $ |
| Imgur             | Platform voor het delen van GIF's                                | 27 september 2021  | Niet bekend  |
| WorldstarHipHop   | Media platform voor hiphop en media                              | Niet bekend        | Niet bekend  |
| Amino             | Platform voor het creëren van online gemeenschappen              | Niet bekend        | Niet bekend  |
| Assembly Exchange | Advertentieplatform                                              | Niet bekend        | Niet bekend  |